# Theridiosoma
Theridiosoma là một chi nhện trong họ Theridiosomatidae.

## Species
- Theridiosoma argenteolunulatum Simon, 1897 — West Indies, Venezuela
- Theridiosoma blaisei Simon, 1903 — Gabon
- Theridiosoma caaguara Rodrigues & Ott, 2005 — Brazil
- Theridiosoma chiripa Rodrigues & Ott, 2005 — Brazil
- Theridiosoma circuloargenteum Wunderlich, 1976 — New South Wales
- Theridiosoma concolor Keyserling, 1884 — Mexico, Brazil
- Theridiosoma davisi Archer, 1953 — Mexico
- Theridiosoma diwang Miller, Griswold & Yin, 2009 — China
- Theridiosoma epeiroides Bösenberg & Strand, 1906 — Russia, Korea, Japan
- Theridiosoma fasciatum Workman, 1896 — Singapore, Sumatra
- Theridiosoma gemmosum (L. Koch, 1877) — Holarctic
- Theridiosoma genevensium (Brignoli, 1972) — Sri Lanka
- Theridiosoma goodnightorum Archer, 1953 — Mexico to Costa Rica
- Theridiosoma kikuyu Brignoli, 1979 — Kenya
- Theridiosoma latebricola Locket, 1968 — Angola
- Theridiosoma lopdelli Marples, 1955 — Samoa
- Theridiosoma lucidum Simon, 1897 — Venezuela
- Theridiosoma nebulosum Simon, 1901 — Malaysia
- Theridiosoma nechodomae Petrunkevitch, 1930 — Jamaica, Puerto Rico
- Theridiosoma obscurum (Keyserling, 1886) — Brazil
- Theridiosoma picteti Simon, 1893 — Sumatra
- Theridiosoma plumarium Zhao & Li, 2012 — China
- Theridiosoma sancristobalensis Baert, 2014 – Galapagos Is.[2]
- Theridiosoma savannum Chamberlin & Ivie, 1944 — USA
- Theridiosoma shuangbi Miller, Griswold & Yin, 2009 — China
- Theridiosoma taiwanica Zhang, Zhu & Tso, 2006 — Taiwan
- Theridiosoma triumphale Zhao & Li, 2012 — China
- Theridiosoma vimineum Zhao & Li, 2012 — China
- Theridiosoma zygops (Chamberlin & Ivie, 1936) — Panama